# Сян (язык)

Китайские языки

Сян (hsiang, кит. трад. 湘語, упр. 湘语, пиньинь xiāng yu), хунаньский диалект (湖南话) — один из диалектов китайского языка (по другим классификациям — язык), распространённый в провинции Хунань, частично также в Сычуани/Чунцине и Гуанси-Чжуанском АР.

## Классификация
Сян делится на новосянский и старосянский диалекты, причём старосянский представляет интерес для китайской диалектологии: в нём сохраняется тройное противопоставление взрывных согласных, оставшееся также в диалектах у: шумные, взрывные, аффрикаты и фрикативные согласные бывают звонкими. Современный сян испытал серьёзное влияние путунхуа, который окружает ареал распространения сян с трёх сторон. Новосянский говор утерял звонкие шумные согласные, но всё ещё остаётся непонятен носителям юго-восточного путунхуа.

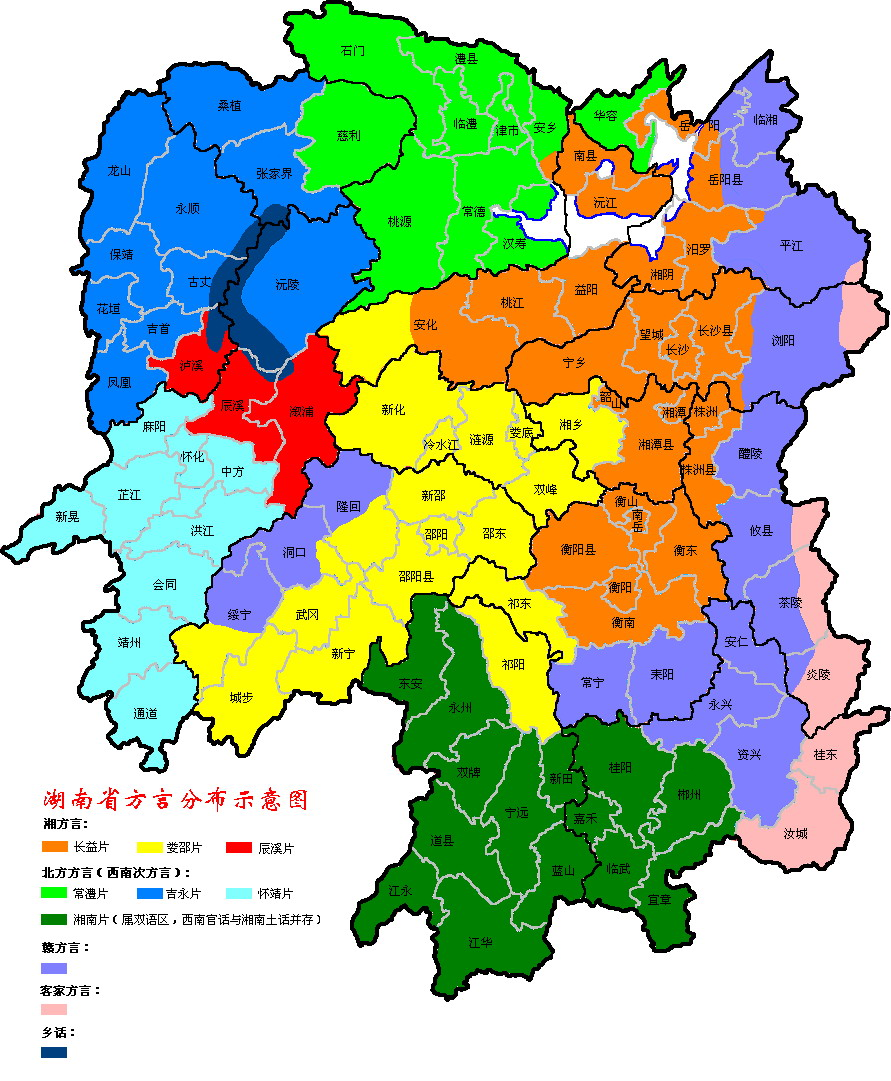
Языки провинции Хунань.
Новосянский диалект — оранжевым, старосянский диалект — жёлтым, чэньсюйский диалект — красным
Прочие языки: тухуа — или к сян, или к юэ, или к гуаньхуа — тёмно-зелёным; юго-западный диалект гуаньхуа — темно-зеленым, светло-голубым, светло-синим, светло-зеленым слева), мяо-китайский — синим; гань — фиолетовым; хакка или кэцзя — розовым

Чанъиская ветвь (т.н. новосянский)  长益片/長益片  — северо-восток пров. Хунань
- Диалект Чанша  长沙话 / 長沙話 — гор. округ Чанша
- Юэянский диалект  岳阳话/岳陽話 — гор. округ Юэян
- Хэнъянский диалект  衡阳话 / 衡陽話 — гор. округ Хэнъян
- Хэннаньский диалект  衡南话 / 衡南話 — гор. округ Хэнъян (уезд Хэннань)
- Хэншаньский диалект  衡山话 / 衡山話  — гор. округ Хэнъян (уезд Хэншань)
- Хэндунский диалект  衡东话 / 衡東話 — гор. округ Хэнъян (уезд Хэндун)
- Цидунский диалект  祈东话 / 祁東話 — гор. округ Хэнъян (уезд Цидун)
- Циянский диалект  祈阳话 / 祁陽話 — гор. округ Юнчжоу (уезд Циян)
- Лэйянский диалект  耒阳话 / 耒陽話 — гор. округ Хэнъян (уезд Лэйян)
- Чаннинский диалект  常宁话 / 常寧話 — гор. округ Хэнъян (уезд Чаннин)
- Иянский диалект   益阳话 / 益陽話 — гор. округ Иян
- Нинсянский диалект   宁乡话 / 寧鄉話 — гор. округ Чанша (уезд Нинсян)
- Диалект Чжучжоу   株洲话 / 株洲話  — гор. округ Чжучжоу
- Диалект Чандэ  常德话 / 常德話  — гор. округ Чандэ
- Пинцзянский диалект  平江话 / 平江話 — гор. округ Юэян (уезд Пинцзян)

Лоушаоская ветвь (т.н. старосянский)  婁邵片 / 娄邵片  — юго-запад пров. Хунань и северо-восток Гуанси-Чжуанского авт. района
- Диалект Лоуди 婁底話 /娄底话  — гор. округ Лоуди
- Шуанфэнский диалект 雙峰話/双峰话  — гор. округ Лоуди (уезд Шуанфэн)
- Шаоянский диалект 邵陽話/邵阳话  — гор. округ Шаоян (в пров. Хунань) и гор.округ Гуйлинь (уезды Цюаньчжоу, Гуаньян, Цзыюань и Синъань; в Гуанси-Чжуанском авт. районе)

Чэньсюйская ветвь 郴漵片/郴溆片 — средний запад пров. Хунань
- Диалект Чэньси 郴西話/郴西话 — гор.округ Хуайхуа (уезд Чэньси)
- Диалект Сюйпу 漵浦話/溆浦话 — гор.округ Хуайхуа (уезд Сюйпу)